# Coquetel

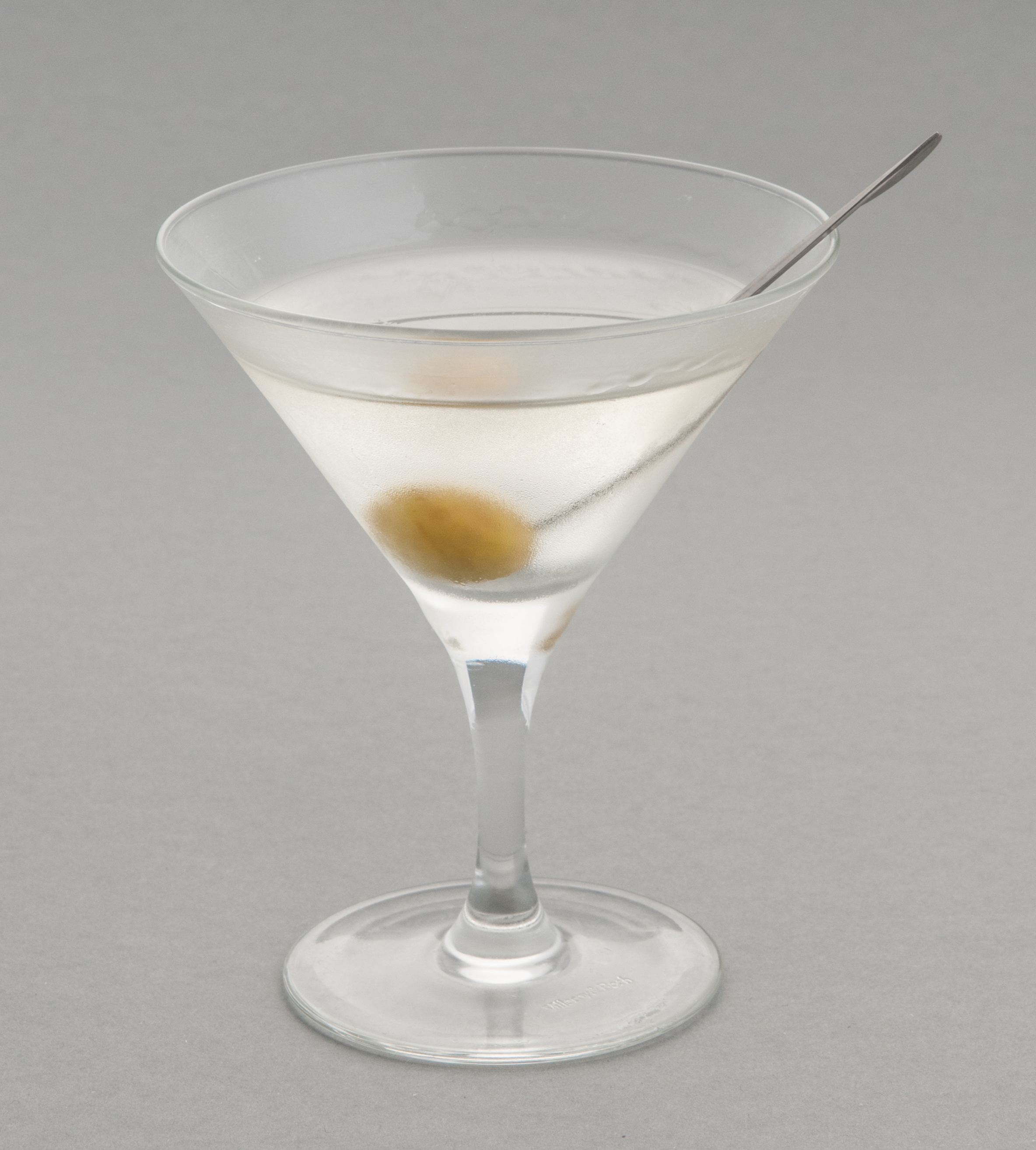
Um Martini, um coquetel popular.

Um coquetel (também conhecido por cacharolete ou 'cocktail) é uma mistura de duas ou mais bebidas (normalmente uma delas alcoólica), à qual costumam ser adicionados outros ingredientes, como gelo, açúcar, mel, entre outros. É servido em festas e eventos sociais.

## Origem e história

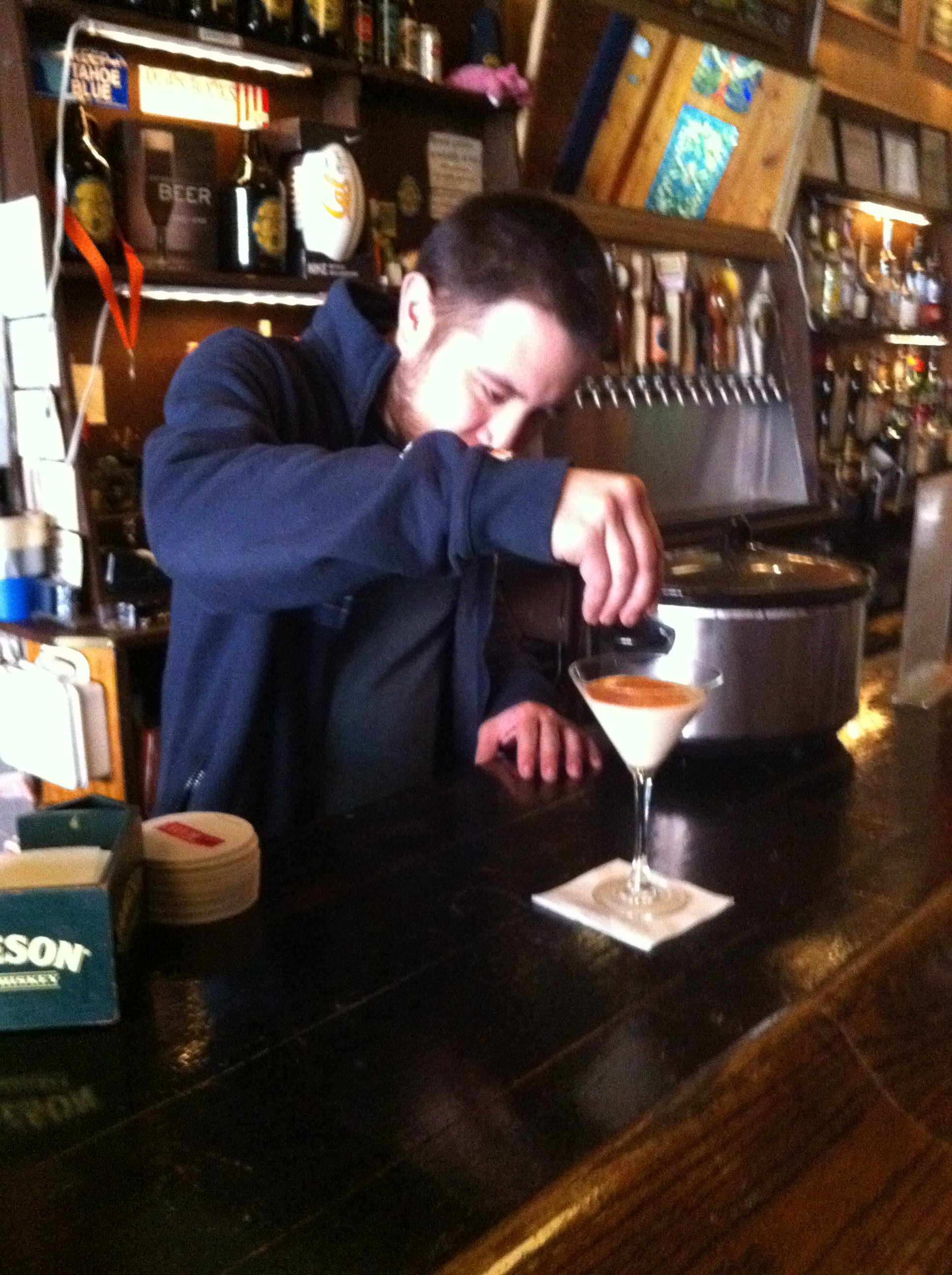
Um coquetel sendo preparado

Não é clara a origem do coquetel como conhecemos hoje. A mistura de bebidas alcoólicas com outros líquidos é feita desde a Grécia Antiga, quando misturava-se água ou mel ao vinho. O termo em si surgiu na Inglaterra em 1798 para se referir a alguns tipos de bebidas. Jornais e revistas estadunidenses também começaram a usar o termo pouco tempo depois para se referir a misturas alcoólicas. Por volta de 1860, Jerry Thomas lançou o primeiro livro de receitas de drinks americano. Nele, um coquetel era uma mistura que continha ao menos um licor na composição. Algumas das receitas com cocktail no nome também continham os bíteres como opção de ingrediente para esse tipo de bebida, o que era inédito até então. Alguns exemplos de coquetéis populares atualmente que seguem esse antigo padrão de receita são o Manhattan, o Old Fashioned e o Sazerac, por exemplo.
O termo highball apareceu pelo primeira vez durante os anos 1890 para distinguir um coquetel composto apenas por uma bebida destilada e um outro ingrediente (suco, refrigerante, açúcar etc.). Outros termos mais antigos, como ponches, sours, toddies, entre outros, usados para certas "famílias" de drinques – receitas que compartilham um mesmo tipo de ingrediente e preparo –, foram incorporados com o tempo ao significado do termo "coquetel".
A primeira cocktail party registrada foi realizada em maio de 1917, em St. Louis (Missouri), por Julius S. Walsh. Com mais de 50 convidados, a festa durou pouco mais de uma hora, começando pela manhã até o almoço à  uma hora da tarde. O local da festa ainda existe: Lindell Boulevard, 4510. Em 1924, a arquidiocese de St. Louis comprou a mansão de Walsh e a usa como residência desde então.
Durante a Lei seca nos Estados Unidos (1920–1933), os coquetéis e drinques se tornaram extremamente populares – misturar destilados a sucos, xaropes e açúcar se tornou uma prática comum para mascarar a baixa qualidade das bebidas alcoólicas disponíveis. Os coquetéis eram servidos em estabelecimentos conhecidos como speakeasy, bares ilegais da época. Os drinques eram servidos bem doces e preparados de maneira desleixada (sem se atentar às proporções e doses, por exemplo), o que facilitava a ingestão rápida – uma consideração importante, já que o local podia ser invadido pelas autoridades a qualquer momento.
Os coquetéis passaram por um período de decadência durante a década de 1960 até o começo da década seguinte, sendo poucos os drinques daquela época que ainda são servidos atualmente. Eles voltaram à popularidade com a explosão das misturas de vodca nos anos 1980. O período do começo dos anos 2000 até hoje é conhecido como renascença na cultura dos drinques, com o resgate da mitologia dos drinques e atenção aos detalhes de como os drinques eram preparados antes da lei seca nos Estados Unidos.

Coquetéis
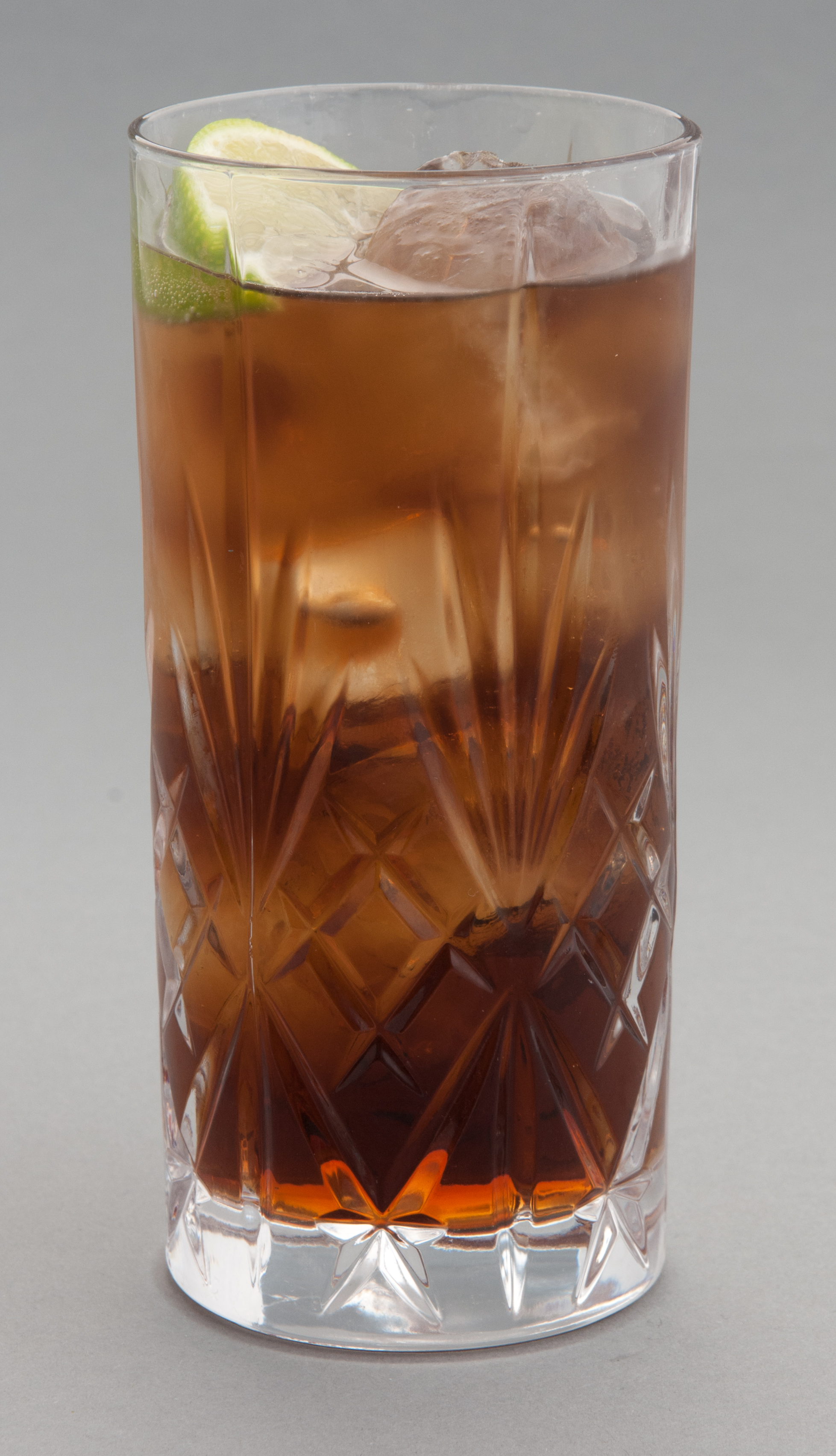
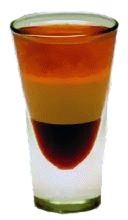
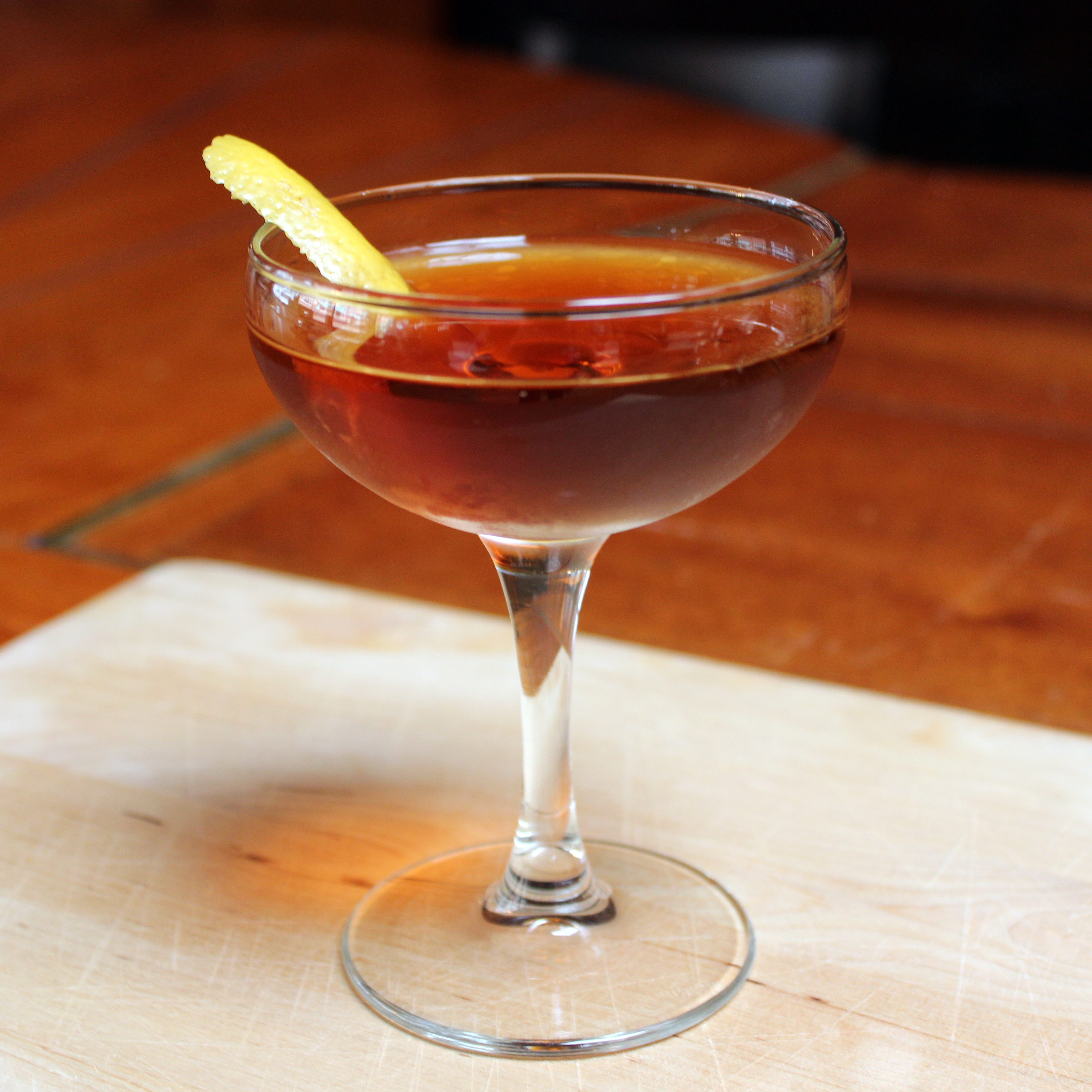

## Usos e termos semelhantes
Muito se usa o termo "coquetel" para distinguir qualquer mistura entre bebidas (alcoólicas ou não). No entanto, apesar de o termo ser abrangente, "drinque" é o vocábulo correto – termos como sour, punch, cobbler, crusta ou flip, por exemplo, existem há mais tempo que cocktail. O termo highball derivou como uma classe dentro dos coquetéis, por exemplo. É comum chamar misturas com duas partes apenas de duos e com três de trios.

## Etimologia
A origem do termo cocktail é incerta. O primeiro registro do termo para não se referir a cavalos foi no The Morning Post and Gazetteer em Londres, na Inglaterra, no dia 20 de março de 1798: No contexto do texto, o termo refere-se a drinques franceses, o que pode indicar uma origem francesa da palavra.

Mr. Pitt,

two petit vers of "L'huile de Venus"

Ditto, one of "perfeit amour"

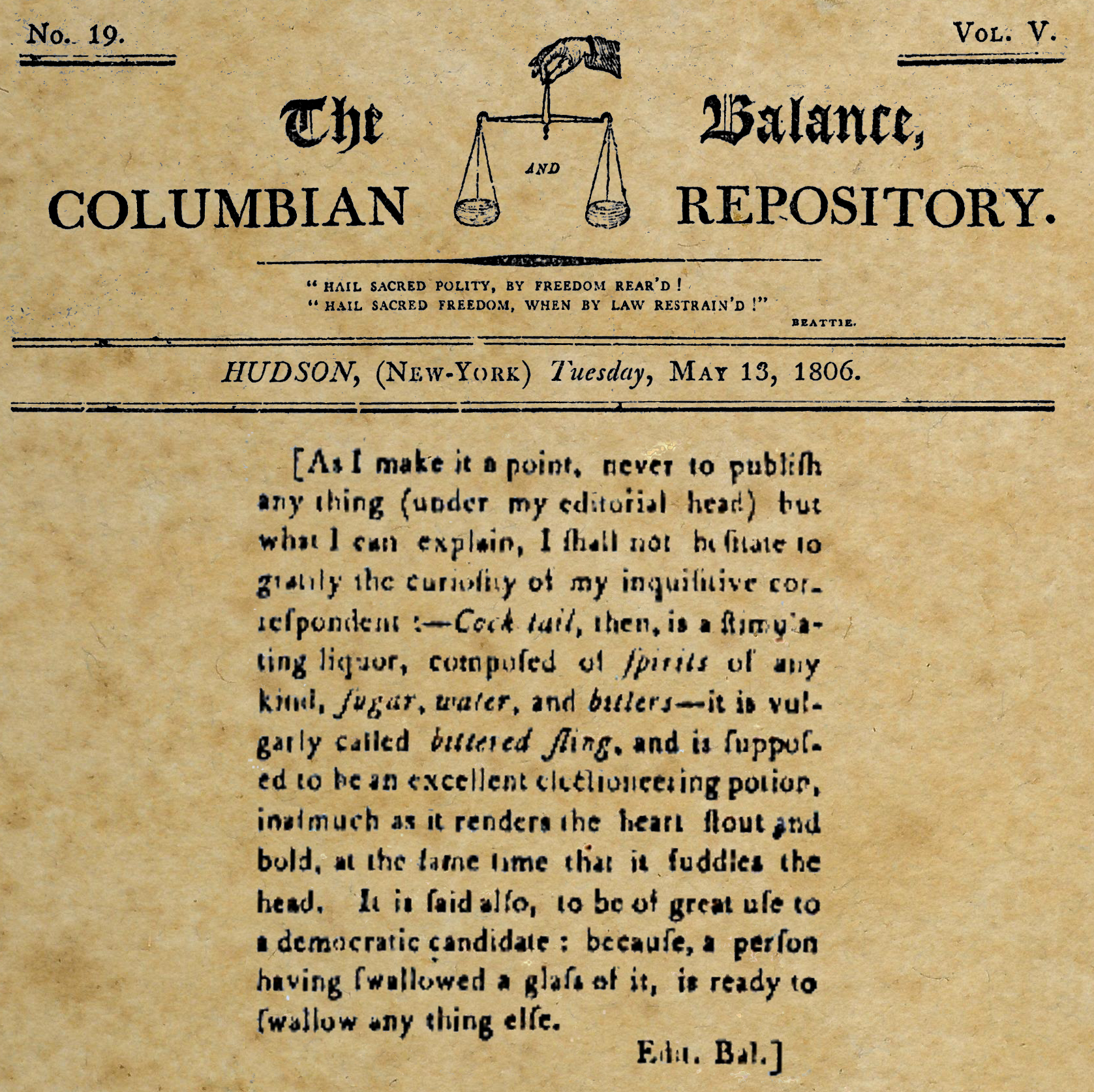
A primeira definição de Cocktail, por Harry Croswell

Ditto, "cock-tail" (vulgarly called ginger)

Senhor Pitt,

duas pequenas taças de "O óleo de Vênus"

Idem, uma de "amor perfeito"

Idem, coquetel (vulgarmente chamado de gengibre)

O Oxford English Dictionary cita o termo como de origem estadunidense. O primeiro registro americano apareceu no jornal The Farmer's Cabinet, no dia 28 de abril de 1803:

Drank a glass of cocktail—excellent for the head...Call'd at the Doct's. found Burnham—he looked very wise—drank another glass of cocktail.
Bebi um copo de coquetel -  excelente para a cabeça... Perguntei ao doutor de Burnham - ele pareceu bem sábio - bebi outro copo de coquetel.
A primeira definição de cocktail como uma bebida alcoólica apareceu no The Balance and Columbian Repository (Hudson, Nova Iorque) no dia 13 de maio de 1806; o editor Harry Croswell respondeu à pergunta, "O que é um cocktail?":
Cock-tail é um destilado estimulante, composto por alcoólicos de qualquer tipo, açúcar, água e bíteres – é vulgarmente chamado de "drinque amargo" e supostamente é uma excelente poção eleitoral, já que deixa o coração forte e corajoso, ao mesmo tempo que confunde a cabeça. Isto é dito pois, é de grande uso de um candidato democrata: porque uma pessoa que engoliu um copo disso, é capaz de engolir qualquer outra coisa.
Alguns autores teorizam que o termo cocktail seja uma corrupção de cock ale.
Já o termo coquetel também tem sua origem discutida. Termos semelhantes existem em línguas próximas ao português como coquetier, termo francês que se refere aos copos usados para servir ovo cozido e, raramente, bebidas. No entanto, muitos autores afirmam que ele vem direto do vocábulo inglês cocktail.

## Exemplos

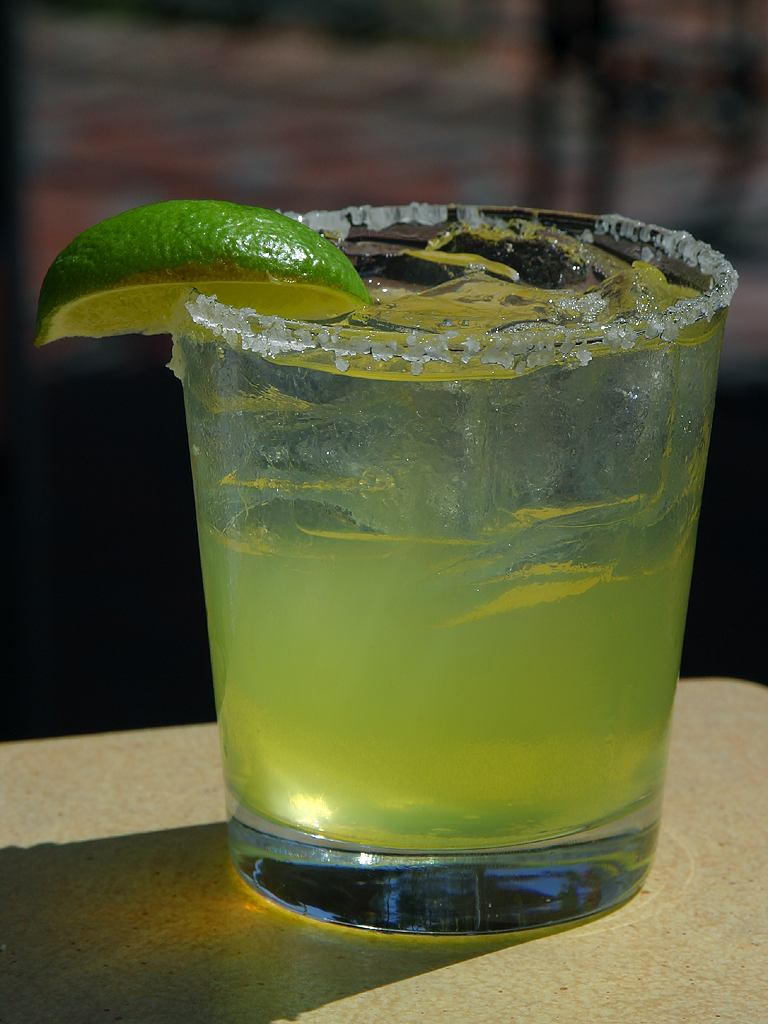
Margarita, um dos mais populares drinques em bares e eventos.

- Caipirinha: coquetel brasileiro feito com cachaça, limão e açúcar.
- Caipirosca: variação da caipirinha, feito com vodka em vez de cachaça.
- Caipiríssima: variação da caipirinha, feito com rum em vez de cachaça.
- Manhattan: coquetel feito com uísque de centeio, vermute doce vermelho e angostura.
- Margarita: coquetel feito com tequila, sal, suco de limão e Cointreau.
- Cuba-libre: coquetel feito de rum, refrigerante de cola e limão.
- Daiquiri: coquetel feito com rum, suco de lima e açúcar ou xarope.
- Mojito: coquetel feito com rum, açúcar ou xarope, hortelã, limão e água gaseificada.
- Piña colada: coquetel feito com rum branco, leite de coco e suco de abacaxi.